# Sef Basten
Sef Basten (Venlo, 27 november 1934 – Venlo, 1 april 2000) was een Nederlandse voetbaltrainer.
Basten kwam als voetballer uit voor de amateurs van Venlosche Boys en ging vanaf 1967 aan de slag als trainer in het amateurvoetbal bij BVV '27. Met de Blitterswijckse vereniging werd de Venlonaar direct in zijn eerste seizoen kampioen. Vervolgens had hij wederom een jaar RKDEV onder zijn hoede. In juni 1969 tekende hij, samen met de eveneens uit het amateurvoetbal afkomstige Theo Breukers, een contract voor een jaar bij FC VVV. Aanvankelijk fungeerde Basten slechts als assistent, maar toen Breukers op 16 november 1969 om gezondheidsredenen afscheid nam, werd hij gepromoveerd tot hoofdtrainer. Na drie competitiewedstrijden in het seizoen 1969/70 werd Basten door de Venlose tweededivisionist alweer aan de kant geschoven. Op 14 december 1969 werd de Duitser Josef Gesell benoemd tot zijn opvolger, een oudgediende die eerder al tussen 1964 en 1966 trainer was geweest bij FC VVV.
Basten's aflopende contract werd niet verlengd en keerde terug naar het amateurvoetbal, waar hij onder andere nog werkzaam was bij SV Venray en Stormvogels '28.